# 虚拟参考站
虚拟参考站技术（Virtual Reference Station，简称VRS）也称虚拟基准站技术，是一种网络实时动态测量（RTK）技术，通过在某一区域内建立构成网状覆盖的多个GPS基准站，在流动站附近建立一个虚拟基准站，根据周围各基准站上的实际观测值算出该虚拟基准站的虚拟观测值，实现用户站的高精度定位。
虚拟参考站技术主要由控制中心、固定站和用户3部分组成。与常规的RTK测量不同，VRS网络各固定参考站不直接向移动用户发送任何改正信息，而是将所有的原始数据通过数据通讯线发给控制中心。同时，移动用户在工作前，先通过GSM的短信息功能向控制中心发送一个概略坐标，控制中心收到这个位置信息后，根据用户位置，由计算机自动选择最佳的一组固定基准站，根据这些站发出来的信息，整体的改正GPS的轨道误差，电离层，对流层和大气折射引起的误差，将高精度的差分信号发送给移动站。这个差分信号的效果相当于在移动站旁边，生成一个虚拟的参考基站，从而解决了RTK作业距离上的限制问题，并保证了用户的精度。2000年，美国天宝公司正式推出了该项技术。
与传统的RTK技术相比，VRS提高了系统的可靠性，提高了定位精度，扩大有效工作范围。